# Adrien Galet
Adrien Galet, né le 13 janvier 1944 à Châtillon-sur-Chalaronne et mort le 29 octobre 2001 à Bourg-en-Bresse, est un ingénieur français diplômé des Arts et Métiers (ENSAM).
Il a dirigé l’entreprise Gallet (aujourd’hui MSA Gallet) et créé un casque de pompier révolutionnaire, le casque F1.

## Biographie

### Jeunesse et formation
Adrien Galet naît en 1944 à Châtillon-sur-Chalaronne. Il fait ses études à l'Ensam de 1964 à 1968 (Promotion Cl.64), à Cluny puis à Paris ou il vit de près les événements de mai 68.
Peu avant son service militaire, un incident avec la police l'empêche de poursuivre un projet de coopération en Afrique, le conduisant à une affectation disciplinaire en Allemagne au sein d'un régiment de chars.

### Début de carrière
Après son service militaire Adrien Galet rejoint l'entreprise familiale Gallet, spécialisée à l'origine dans la fabrication de sacoches, d'étuis et de casques en aluminium.
Adrien Galet saisit l'opportunité du décret de 1973 rendant le port du casque obligatoire pour les deux-roues motorisés en France. Il a créé une unité de production en Tunisie pour la fabrication de casques sous la marque CGF. Cette activité s'est arrêtée en 1976.

### Le casque F1
L'une de ses réalisations les plus importantes a été la création du casque F1 en 1982, en collaboration avec le colonel Legendre de la Brigade des sapeurs-pompiers de Paris (BSPP). Ce casque en polycarbonate est utilisé par de nombreux services départementaux d'incendie et de secours en France et à l'étranger et a permis d'améliorer la sécurité des pompiers. C'est le casque de pompiers le plus vendu dans le monde.

### Les casques militaires
Parallèlement au développement du casque F1, Gallet fournit des casques de combat à l'armée française depuis les années 1980. En 1987, elle acquiert Dunois, spécialisée dans les coques en acier. Adrien Galet travaille alors avec Jean-Claude Carrère (ancien dirigeant de Dunois) qu'il nomme directeur général de CGF Gallet. En 1993, Gallet répond à un appel d'offres urgent de l'armée française, produisant un casque composite salué par les forces de l'ONU en Yougoslavie (casque SPECTRA). Des commandes françaises et étrangères suivent en 1995. En 1997, la société crée des modèles pour les pilotes d'aéronefs, adoptés par de nombreuses forces aériennes. Dans les années 2000, elle contribue aux projets américain ("MICH") et français ("Félin") de soldat du futur.

### Développement international
Adrien Galet développe l'entreprise Gallet dans plusieurs pays, notamment aux États-Unis, avec le modèle « Fireknight » pour les pompiers et « MICH » pour les militaires. En 2002, l'entreprise a été rachetée par le groupe américain MSA,.

### Mort
Adrien Galet est décédé le 29 octobre 2001 à Bourg-en-Bresse, à l'âge de 57 ans. Son héritage dans le domaine de la protection de la tête et de la fabrication de casques perdure avec MSA Gallet.